# Unie Vrijzinnige Verenigingen
 (janvier 2022).
La mise en forme du texte ne suit pas les recommandations de Wikipédia : il faut le « wikifier ».
Les points d'amélioration suivants sont les cas les plus fréquents. Le détail des points à revoir est peut-être précisé sur la page de discussion.
- Les titres sont pré-formatés par le logiciel. Ils ne sont ni en capitales, ni en gras.
- Le texte ne doit pas être écrit en capitales (les noms de famille non plus), ni en gras, ni en italique, ni en « petit »…
- Le gras n'est utilisé que pour surligner le titre de l'article dans l'introduction, une seule fois.
- L'italique est rarement utilisé : mots en langue étrangère, titres d'œuvres, noms de bateaux, etc.
- Les citations ne sont pas en italique mais en corps de texte normal. Elles sont entourées par des guillemets français : « et ».
- Les listes à puces sont à éviter, des paragraphes rédigés étant largement préférés. Les tableaux sont à réserver à la présentation de données structurées (résultats, etc.).
- Les appels de note de bas de page (petits chiffres en exposant, introduits par l'outil «  Source ») sont à placer entre la fin de phrase et le point final[comme ça].
- Les liens internes (vers d'autres articles de Wikipédia) sont à choisir avec parcimonie. Créez des liens vers des articles approfondissant le sujet. Les termes génériques sans rapport avec le sujet sont à éviter, ainsi que les répétitions de liens vers un même terme.
- Les liens externes sont à placer uniquement dans une section « Liens externes », à la fin de l'article. Ces liens sont à choisir avec parcimonie suivant les règles définies. Si un lien sert de source à l'article, son insertion dans le texte est à faire par les notes de bas de page.
- La présentation des références doit suivre les conventions bibliographiques. Il est recommandé d'utiliser les modèles {{Ouvrage}}, {{Chapitre}}, {{Article}}, {{Lien web}} et/ou {{Bibliographie}}. Le mode d'édition visuel peut mettre en forme automatiquement les références.
- Insérer une infobox (cadre d'informations à droite) n'est pas obligatoire pour parachever la mise en page.

Pour une aide détaillée, merci de consulter Aide:Wikification.
Si vous pensez que ces points ont été résolus, vous pouvez retirer ce bandeau et améliorer la mise en forme d'un autre article.
L'Unie Vrijzinnige Verenigingen (UVV) (Union des associations laïques) est une organisation faîtière laïque belge d'expression néerlandaise active en Flandre et à Bruxelles. L'organisation est également connue sous le nom de deMens.nu depuis fin 2012.
Elle est le l'équivalent néerlandophone du Centre d'action laïque.
L'UVV fait partie du Conseil central laïque, la plus haute instance d'organisations laïques en Belgique.

## Histoire
L'UVV est fondée le 9 juin 1966 en tant qu'association de tutelle des associations laïques de Flandre et en tant qu'organe représentatif de la laïcité en Flandre. Le 31 mars 1971, elle s'organise en association à but non lucratif. La reconnaissance constitutionnelle de l'humanisme laïque est intervenue en 1993 et la loi, promulgué en 2002, traitant de la structuration et du financement a permis une expansion plus large de l'association. Le nouveau nom deMens.nu et les huizenvandeMens ont été créés par la suite.

## Structure

### Présidents
| Période      | Présidence      |
| ------------ | --------------- |
| 1985-1991    | Léo Ponteur     |
| 1991-1997    | Luc Devuyst     |
| 1997-2006    | Michel Magits   |
| 2006-2012    | Sonja Eggerickx |
| 2012-2018    | Sylvain Peeters |
| 2018-présent | Freddy Mortier  |

### HuizenvandeMens
- Province d'Anvers
- Région de Bruxelles-Capitale
- Province du Limbourg
- Province de Flandre Orientale
- Province du Brabant flamand
- Province de Flandre occidentale

### Centres de rencontre laïque
Federatie Vrijzinnige Centra

### Organisations membres
En 2019, l'UVV comptait les 38 associations membres suivantes :
- August Vermeylenfonds
- Beeldenstorm[3]
- Bevrijdingsfilms
- Bond Oud Leden 't Zal Wel Gaan[4]
- Brussels Law School Consultancy
- Brussels Studentengenootschap
- CGSO Brugge[5]
- Centrum voor Vrijzinnig Humanistisch Erfgoed
- De Maakbare Mens
- Fakkeltjes[6]
- Federatie Vrijzinnige Centra[7]
- Grijze Geuzen[8]
- Fonds Lucien de Coninck[9]
- Fonds Tony Bergmann[10]
- Humanistisch Vrijzinnige Radio
- Humanistisch Verbond
- hujo
- Humanitas
- Ik wil praten [11]
- Julius Vuylstekefonds

- Koepel Vrijzinnige Thuisbegeleidingsdiensten De Cocon
- Magnette-Engel-Hiernaux Stichting
- Mentality
- Onderling Steunfonds Georges Beernaerts
- Opvang[12]
- Oudstudentenbond VUB
- Prik[13]
- Samenspel niet-confessionele zedenleer[14]
- SOS Nuchterheid[15]
- Stichting voor Morele Bijstand aan Gevangenen[16]
- Studiekring Vrij Onderzoek
- Uitstraling Permanente Vorming[17]
- Universitair Centrum voor Ontwikkelingssamenwerking[18]
- Vereniging Ernest De Craene
- Vlaams Onderwijs Overlegplatform[19]
- Werkgemeenschap Leraren Ethiek[20]
- Wetenschappelijk Steunfonds voor de Vrije Universiteit Brussel[21]
- Willemsfonds